# Rathaus Schweidnitz

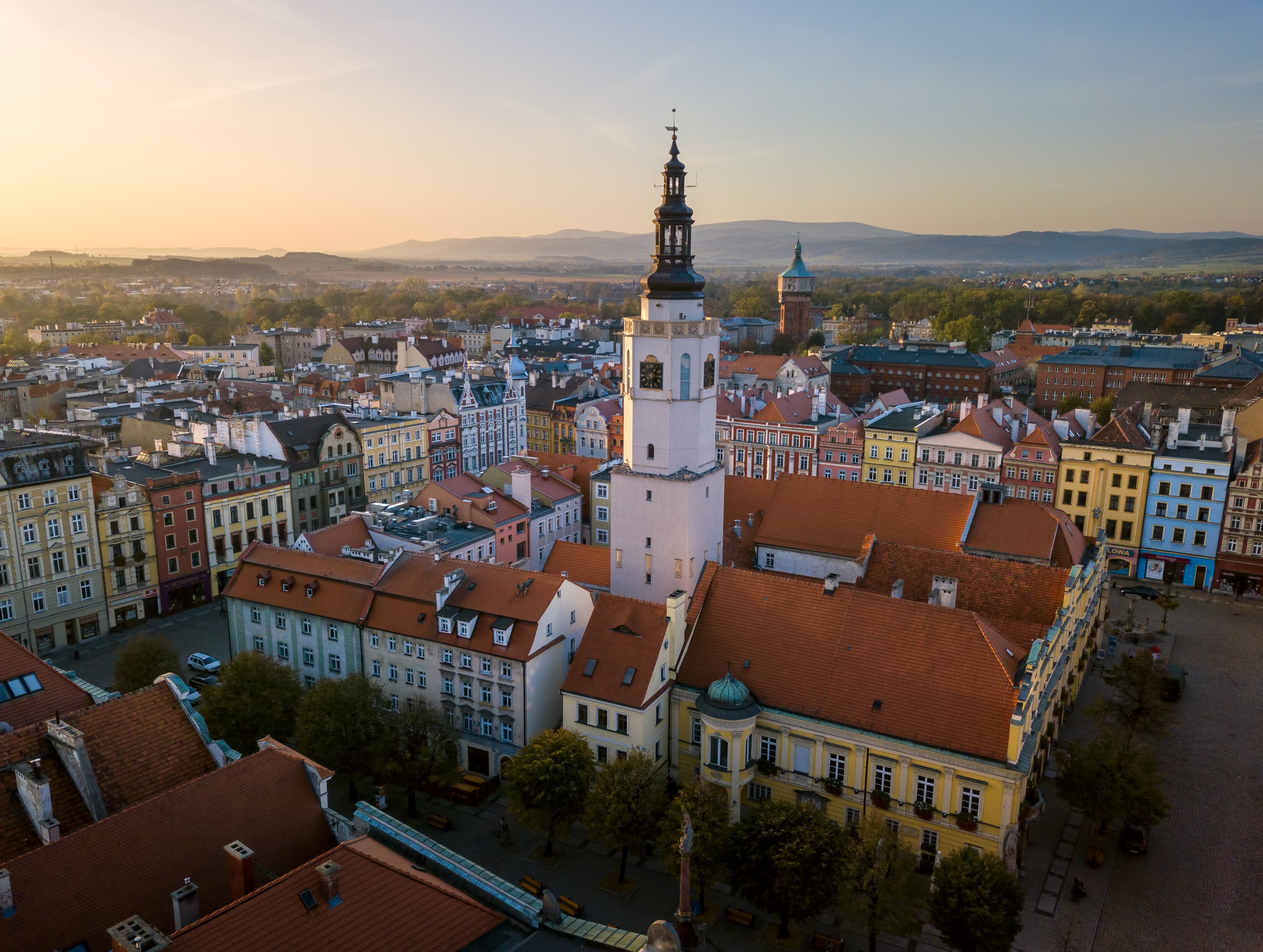
Rathaus Schweidnitz

Das Rathaus Schweidnitz polnisch Ratusz w Świdnicy in Świdnica (deutsch Schweidnitz) in der Woiwodschaft Niederschlesien in Polen prägt zusammen mit der Stadtpfarrkirche St. Stanislaus und Wenzel das Stadtbild von Schweidnitz. Das Rathaus liegt am Ring.

## Geschichte
Im Jahr 1291 genehmigte der Schweidnitzer Herzog Bolko I. den Bau des zweistöckigen Rathauses „theatrum mercatorium“, das auch als Kaufhaus fungierte. Das Rathaus und der Rathausturm waren Symbole für die Unabhängigkeit der Stadt. Im Untergeschoss waren die Räumlichkeiten der Reich- oder Rechtskrämer also der Großhändler. Im Obergeschoss waren Stadtverwaltung und seit 1336 Stadt-, Land- und Judengericht untergebracht. Der Rathausbau selbst ist 1328 erstmals erwähnt. An diesem Gebäude angelehnt waren Kammern der Tuch- oder Gewandschneider, nach Norden Krämerbuden und das Schmetter- oder Leinwandhaus sowie Fleisch- und Brotbänke.
In den Statuten der Gilde der Kaufleute aus dem Jahr 1336 wird ein Turm erwähnt, aber es nicht eindeutig, ob damit der Rathausturm gemeint war oder ein zweiter kleiner Turm, der neben dem Kaufmannshaus stand, das später mit einem Mietshaus überbaut wurde.
Der Rathausturm brannte 1393 ab und wurde 1450 erneuert. Eine Rathauskapelle wurde als vorgebauter Teil angefügt. 1528 brannten Rathaus und Turm ab und wurden 1528–1548 neu gebaut. Nach dem großen Stadtbrand 1716 wurde beim Neubau die Kapelle in das Sitzungszimmer des Stadtrats verlegt. Die Renaissancefassade wurde 1757 wiederhergestellt, wobei Statuen der Herzöge Bolko I., Bernhard Bolko II. und des böhmischen Landesherrn Kaiser Karl IV. aufgestellt wurden. Im Siebenjährigen Krieg brannte der Turm 1757 bis zur Uhr ab. Der Turm wurde mit zweimal durchbrochener Haube im Barockstil neu errichtet. Im Westen wurde später das Stadttheater angebaut.
Nach der dem Übergang des größten Teil Schlesiens an Polen infolge des Zweiten Weltkriegs 1945 stürzte 1967 der Rathausturm ab, vermutlich wegen des Abrisses zweier Häuser in der Nachbarschaft.

## Baubestand
Der Ratsaal mit zwei Portalen stammt aus der Frührenaissance. Die übrigen Räume mit Tonnengewölbe, Stichkappen oder Spiegelgewölbe mit Stuck stammen aus dem 18. Jahrhundert. 1960 wurden Fragmente von figuralen Wandmalereien gefunden, die auf 1537 datiert werden, demselben Datum wie am Portal der herzoglichen Burg.